# سیارک ۱۸۸۸۴۷
سیارک ۱۸۸۸۴۷ (به انگلیسی: 188847 Rhipeus، نامگذاری:2006FT9) صد و هشتاد و هشت هزار و هشتصد و چهل و هفتمین سیارک کشف شده‌است که در ۲۳ مارس ۲۰۰۶ کشف شد.